# SPK (banda)
SPK fue un grupo de música industrial proveniente de Australia. Estuvo formado por Graeme Revell (conocido también como Operator, Oblivion, EMS AKS) y Neil Hill (aka Ne/H/il). Los dos trabajaban en un hospital psiquiátrico en Sídney (Australia) cuando leyeron y fueron impactados por el manifiesto de un grupo marxista radical alemán conocido como el Colectivo Socialista de Pacientes (en alemán, Sozialistisches Patientenkollektiv, SPK). De allí viene el nombre del grupo.
A principio reclutaron para su proyecto a dos chicos, David Virgin y Danny Rumour, que ayudaron a crear las primeras grabaciones de SPK en 1979. Con la ayuda de Dominik Guerin (Tone Generator) Revell grabó su primer álbum, Information Overload Unit (1981), en una vieja furgoneta con la ayuda del hermano de Revell, Ash (Mr.Clean) y Wilkins (guitarra/bajo). Después de la grabación del segundo álbum de SPK, Leichenschrei (1982), captaron la atención de artista australiana de origen chino Sinan Leong, quién les había hecho una prueba para un proyecto paralelo de SPK llamado Dance Macabro. El proyecto murió de forma natural, pero dio sus frutos de otra manera:Sinan y Revell contrajeron matrimonio.
En la primera semana del febrero de 1984, Neil Hill se suicidó dos días antes de que su esposa Margaret Nikitenko muriera a consecuencia de complicaciones de la anorexia.
Otros músicos que trabajaron con SPK incluyen a Danny Rumour y David Virgin de Sekret Sekret, quiénes estaban en las primeras grabaciones del grupo hechas en 1979, James Pinker y Karel van Bergan, que recorrió los Estados Unidos en 1982 con Guerin y Revell, Brian Williams de Lustmord, John Murphy de Kraang y Derek Thompson, que después tenía un breve período en The Cure y continuó más tarde bajo el seudónimo Hoodlum Priest.
El sentido de la abreviatura SPK que emplea el grupo es deliberadamente confuso; las fotos de álbum sugieren varias alternativas diferentes. El más conocido es Sozialistisches PatientenKollektiv, pero también hay otros como Surgical Penis Klinik, System Planning Korporation, SePuKku, Selective Pornography Kontrol, Special Programming Korps y SoliPsiK.
Actualmente Revell es un reconocido compositor para música de películas como Daredevil, Sin City, Las crónicas de Riddick, Tomb Rider o Human Nature.

## Discografía
- Information Overload Unit - LP/CD - 1981
- Leichenschrei - LP/CD - 1982
- Machine Age Voodoo - LP - 1984
- Zamia Lehmanni: Songs of Byzantine Flowers - LP/CD - 1986
- Digitalis Ambigua: Gold & Poison - LP/CD - 1987
- Oceania - LP/CD - 1988

- Datos: Q1788002